# T-50
T-50 var en lätt infanteristridsvagn som byggdes av Sovjetunionen i början av andra världskriget. Modellen var i flera avseenden mycket avancerad, men var komplicerad och dyr att framställa. Endast 69 vagnar tillverkades.

## Historik
T-50 var en lätt stridsvagn som började tillverkas i andra världskrigets inledningsskede. Efter erfarenheterna från spanska inbördeskriget började man på sovjetisk sida uppgradera och modernisera Röda arméns mycket omfattande stridsvagnsflotta. Före 1939 hade de flesta stridsvagnarna i Röda armén varit modifierade versioner av utländska konstruktioner. Den stridsvagn som förekom i störst antal, den lätta infanterivagnen T-26, var till exempel mer eller mindre en kopia av den brittiska Vickers 6-Ton, fast med torn av sovjetiskt ursprung och en 45 mm kanon. Däremot hade man vid tiden för krigsutbrottet börjat utvecklat en hel serie nya lätta, medeltunga och tunga stridsvagnar, som inte i samma utsträckning byggde på utländska förebilder. Den lätta stridsvagnen T-50 var tänkt att ersätta T-26. Den nya modellen skulle enligt planerna bli den vanligast förekommande stridsvagnsmodellen i Röda armén, och användas tillsammans med de snabba "kavalleristridsvagnarna" i BT-serien. 
Utvecklingen av T-50 påbörjades 1939 som projekt SP (Soprovzjdenija pechotij, eller ’infanteriunderstöd’). Projektet drevs av konstruktionsbyrån OKMO på S.M. Kirov Fabrik nr. 185 i Leningrad.  De första prototyperna kallades T-126 och T-127, och hade stora likheter med projektet T-46-5 som övergivits tidigare samma år. Den tyngre versionen T-126 valdes som utgångspunkt för vidare utveckling.  Byrån stängdes under Stalins utrensningar och kunde inte fortsätta projektet, som överfördes till K.E. Vorosjilov Fabrik nr. 184 i maj 1940. Konstruktionsritningarna färdigställdes i januari 1941. Även om man fick klartecken för produktion kunde tillverkningen inte startas på grund av tekniska problem.  
Under tiden hade man i Charkivs lokomotivfabrik (ChPZ) i Ukraina börjat framställa en medeltung stridsvagn som var tänkt som ersättare för BT-serien.  Den nya stridsvagnen med beteckningen T-34 visade sig vara mycket mångsidig, effektiv och resurssnål.
Efter den tyska invasionen i juni 1941 började stridsvagnsfabriker och annan tung industri att evakueras till Uralbergen.  Delar av OKMO flyttades till Omsk på senhösten, och där inleddes produktionen av T-50.  T-50 hade många goda egenskaper, men led fortfarande av ett antal tekniska problem. Den var dessutom nästan lika kostsam att framställa som den mer mångsidiga T-34. Den konstruktionstekniskt mycket enklare T-60 hade redan börjat byggas i stort antal.  Sammanlagt 69 T-50 byggdes (av vilka endast 48 utrustades med huvudbeväpning) innan produktionen upphörde i januari 1942.
Utvecklingen av infanterivagnar fortsatte med en prototyp som fick beteckningen T-45. Arbetet utfördes i Fabrik nr. 174 och Kirovskij Fabrik nr. 100. Emellertid tog produktionen av T-34 allt större resurser i anspråk, vilket tillsammans med bristande intresse från de aktiva förbanden gjorde att hela idén med infanterivagnar övergavs. 

### Egenskaper
Modellen var för sin tid relativt avancerad, med torsionsstavsupphängning, dieselmotor (liksom alla nya sovjetiska stridsvagnar) och helgjutet sluttande pansar. En annan modern detalj var tornet med plats för tre besättningsmän och en observationskupol. Det skulle dröja till 1942 innan andra sovjetiska stridsvagnar utrustades med observationskupol. De flesta sovjetiska stridsvagnar under perioden 1939–1943 hade tvåmanstorn, som har avsevärt sämre effektivitet i strid än tremanstorn. Alla T-50-vagnar var radioutrustade. 
T-50 hade däremot flera svaga sidor. Till exempel var det (liksom i många andra sovjetiska stridsvagnar) mycket trångt inne i vagnen. De allvarligaste problemen gällde den nya V-4-dieselmotorn som utvecklades särskilt för denna modell. V-4-motorn var unik för T-50, till skillnad från andra sovjetiska lätta pansarfordon, där man använde vanliga lastbilsmotorer från den civila industrin. Till exempel använde man vanliga GAZ-lastbilsmotorer till de lätta stridsvagnarna T-60 och T-70, samt till pansarvärnskanonvagnen SU-76. Särskilda stridsvagnsmotorer var mer resurskrävande att bygga, och var därför förbehållna viktigare stridsfordon. Den mycket mobila kavalleristridsvagnen BT-8, den medeltunga T-34 och de tunga stridsvagnarna KV-1 och JS-2 använde alla varianter av samma 12-cylindriga V-2-dieselmotor.
V-4-motorn var mekaniskt mycket otillförlitlig, och man hade svårt att komma till rätta med felen i konstruktionen. Den dåliga tillförlitligheten och de höga kostnaderna var två faktorer bakom det faktum att produktionen av T-50 lades ned. 

### Varianter
Det fanns två huvudsakliga varianter: en grundmodell och en modell med bättre bepansring. Precis innan den tyska invasionen av Sovjetunionen hade många sovjetiska stridsvagnar fått förstärkt bepansring i form av pansarplåtar som svetsades eller nitades fast. Vissa T-50 fick också förbättrad bepansring. Denna variant med tjockare pansar kan kännas igen på nitarna som håller fast pansarplåtarna på tornets sidor och i framkanten av chassit. T-50 i grundutförande har jämförelsevis ett 'renare' utseende. Det kan tilläggas att beslutet om uppgraderingen av pansaret baserade sig på felaktiga rapporter om nya tyska pansarvärnskanoner och stridsvagnskanoner. Den uppgraderade versionen av T-50 hade 57 mm pansar på det tjockaste stället.  

## Användning

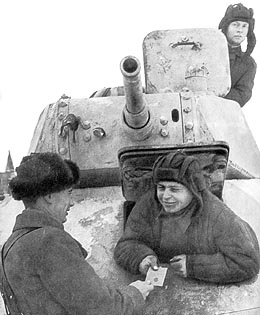
T-50

De få T-50 som fanns tillgängliga sattes in i strid på Leningradfronten. Ytterst få fotografier av modellen i fält har överlevt, och mycket litet är känt om hur de fungerade i strid. En T-50 med tilläggspansar erövrades av finska styrkor och användes i finsk tjänst 1944. På papperet borde T-50 ha kunnat utmana alla tyska stridsvagnsmodeller från krigets inledningsskede, men tekniska specifikationer säger relativt lite om prestanda i den verkliga världen.
Huvuddelen av produktionen av lätta stridsvagnar under 1941–1943 bestod av de mycket mindre avancerade, men samtidigt mekaniskt enklare T-60 och T-70.  Den roll som T-50 var tänkt att fylla, infanterivagnens, ansågs som omodern 1943, och den mycket billigare SU-76 tog över rollen som infanteriunderstöd.  Lätta stridsvagnar i stridsvagnsförband ersattes av den medeltunga T-34.  De lätta stridsvagnarnas spanings- och sambandsuppgifter togs över av billigare pansarbilar och kanadensiska eller brittiska Valentine och amerikanska M3 Stuart som Sovjetunionen fått via Lend-Lease-systemet.

## Överlevande T-50
Idag (2007) finns åtminstone två T-50 kvar. En finns på det finska stridsvagnsmuseet i Parola. Detta är en senare modell med nitade extra pansarplåtar. En T-50 i standardutförande finns i Kubinka utanför Moskva.